# William Penny Brookes

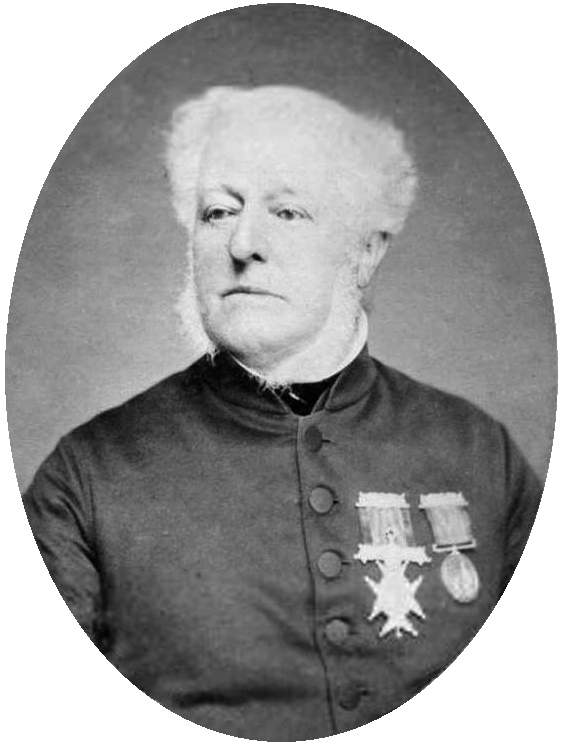
William Penny Brookes (13 de Agosto de 1809 – 11 de Dezembro de 1895)

William Penny Brookes (13 de agosto de 1809 - 11 Dezembro 1895) foi um cirurgião inglês, magistrado, botânico e pedagogo que fundou a Sociedade Olímpica Wenlock em 1860, que realizou os Jogos Anuais, a primeira realizada em 1859 antes da fundação da Sociedade Olímpica Wenlock. Brookes nasceu, viveu, trabalhou e morreu na cidade pequena do mercado de Abington, Shropshire, Inglaterra mas foi parcialmente educado na Itália e na França. Sua campanha activa para obter Educação Física no currículo escolar o colocou em contato com o Barão Pierre de Coubertin. Em 1890, o jovem aristocrata francês visitou Much Wenlock e ficou com o Dr. Brookes. A Sociedade encenou uma simulação dos Jogos especialmente para o Barão e, inspirados pelo evento e suas conversas com Brookes, Coubertin passou a criar o Comitê Olímpico Internacional (COI) em 1894, que foi seguido pelos Jogos Olímpicos de Atenas em 1896, que ficou sob o auspícios do COI.